# Club de Deportes Lozapenco
El Club de Deportes Lozapenco fue un club de fútbol de Chile, con sede en la ciudad de Penco. Fue fundado el 1 de enero de 1983.

## Historia
Fue fundado el 1 de enero de 1983, y se inscribió en la Asociación Penco, campeonato que consiguió en el año 1984.
En 1988 el equipo fue controlado por Feliciano Palma, dueño de la empresa de loza del mismo nombre. Palma logró que el club entrara en la Tercera División, y allí conformó un equipo lleno de exfiguras del fútbol profesional, como fueron los exseleccionados nacionales Rodolfo Dubó y Mario Soto, el máximo goleador de la Segunda División Patricio Bonhomme y al juvenil José Luis Sánchez; mientras que en la banca se contrató al experimentado Álex Veloso y a Luis Santibáñez como su asesor técnico. El empresario además, le entregaba a su plantel las mejores comodidades, como premios semanales y concentrar en hoteles cinco estrellas, lujos impensados para la tercera categoría, y que ni siquiera la mayoría de los equipos de Primera División contaba.
En el Campeonato Oficial de Tercera División 1989, la llamada "Sinfonía Azul" arrasó en el torneo, con partidos de local a estadio lleno con 12 000 personas, y se tituló campeón de la Tercera División, al ganarle como visita, en el último y decisivo partido, a Quintero Unido. 
El derroche de dinero continuó y aumentó en el Torneo de Segunda División 1990, continuaban los premios semanales y se contrató a más jugadores de calidad, tales son los casos del goleador Luis Marcoleta, Álex Martínez, Hugo Bello, Danilo Figueroa y Jorge “Mágico” Pérez. Hasta que el 12 de abril de 1990, se descubrió que Feliciano Palma estuvo involucrado en un millonario fraude tributario al fisco, acusado de exportar sanitarios y palos de escoba a precios muy superiores al valor real y de operaciones ilegales del cobro de IVA, por lo que huyó y se escondió en Argentina y Estados Unidos, antes de ser extraditado en 1992. Debido a esto, los millonarios recursos con los cuales se financiaba el club de un día para otro se descontinuaron. Así, de ser un equipo con todas las comodidades para sus futbolistas, pasó a ser un club que no pudo mantener los sueldos al día. Comenzó la venta masiva de jugadores para sustentar al alicaído equipo.
En Segunda División 1991 se desencadenó una crisis total. Los jugadores estuvieron sin recibir sus sueldos por meses, campañas comunales para recolectar dinero no funcionaron y el plantel estuvo al menos un mes sin entrenar, solo presentándose a entrenar. Se le descontaron puntos al equipo, que llegó a estar con -2 unidades, y finalmente, el equipo descendió nuevamente a Tercera, pero ahora sin recursos y con la inminente caída al abismo. Se mantuvieron en dicha liga hasta 1993, cuando disputaron la Liguilla de Descenso de la Tercera División, junto a Unión Veterana (Peumo), Deportes Iberia, Deportes Maipo y Tricolor Municipal (Paine).
La empresa Lozapenco, tras el fraude tributario de Palma, pasó a manos de Comercializadora de Productos S.A. (COPROSA) (más tarde Cerámicas Industriales S.A. (CISA), y posteriormente Fanaloza), quien decidió disolver a Deportes Lozapenco a principios de 1994, dado que su altísimo costo ya no era compatible con la política de austeridad (con reducción de empleos y costos innecesarios) que la nueva compañía impulsó en ese momento .

## Datos del club
- Temporadas en 2ª: 2 (1990-1991)
- Temporadas en 3ª: 3 (1989, 1992-1993)

## Palmarés

### Torneos locales
- Asociación Penco (1): 1984.[2]
- Copa de Campeones (1): 1984.

### Torneos nacionales
- Tercera División de Chile (1): 1989.